# Herbert Heitmann
Herbert Heitmann (* 30. Dezember 1901 in Sahms; † nach 1945) war ein deutscher promovierter Jurist und Bürgermeister der Städte Itzehoe und Magdeburg.

## Leben
Heitmann stammte aus Lauenburg. Er studierte Rechtswissenschaften in Tübingen und war Mitglied der Studentenverbindungen Landsmannschaft Ghibellinia Tübingen (seit 1922) und Landsmannschaft Troglodytia Kiel. Er war seit 1929 in Itzehoe als Rechtsanwalt und Notar tätig. Er trat zum 1. Mai 1932 der NSDAP bei (Mitgliedsnummer 1.115.513) und war im selben Jahr Itzehoer Ortsgruppenleiter der Partei. Als Ortsgruppenleiter wurde er 1934 an Stelle des in den Ruhestand tretenden kommissarischen Bürgermeisters Nappe zum Bürgermeister Itzehoes ernannt. Seine Tätigkeit endete, als er 1939 zum Kriegsdienst einberufen und 1940 zum Bürgermeister der Stadt Magdeburg berufen wurde. Zu seinem Nachfolger wurde am 14. Juni 1940 Kurt Petersen berufen.
In Heitmanns Amtszeit fielen die Verlegung des Landgerichts aus Altona nach Itzehoe 1937 und die 700-Jahr-Feier der Stadt Itzehoe 1938, anlässlich derer das Germanengrab eingeweiht wurde.
Er gilt seit der Einnahme Budapests 1945 als vermisst.